# 願いごとは三回
『願い事は三回』（ねがいごとはさんかい）は、、喜多尚江による漫画。「花とゆめ」（白泉社）において1993年9月号から12月号まで連載された。全6話。願い事をテーマとし、流れ星をめぐる少年少女の物語を描く。

## あらすじ
戦国時代、ある村にどんな願い事でも叶う流れ星が落ちてくる。その星を発見した少年･九狼は星を9つに分け、それぞれを刀にした。その400年後、狼少女のりくは高校の入学式で一狼という少年に出会う。

## 登場人物

### 現代
木場 りく（こば りく）
ヨーロッパの狼男の血を引く者を祖先に持つ。狼少女として生まれ、事故で両親を亡くしてからはある日本狼に育てられた。その間ずっと狼の姿でいた反動か、その狼が死んだ後は人間の姿になり、今では闇で目が光ったり狼の耳と尻尾が出せる程度の変化しかできない。現在は写真家の男の下で生活している。
成績優秀で、おまけに狼の血を引くため足が極端に速い（100メートル6秒）。そのため多少生徒にねたまれている。入学試験はオール満点。帝都学園在学。
所持している星は牙の形をした欠片。普段はそれに紐をつけて首からかけている。九狼の子孫ではないが、世話になったお礼として先祖が九狼から星を譲り受けたらしい。
一狼のことが好きで、よく一狼に付きまとっている。
君島 一狼（きみじま いちろう）
九狼の直系の子孫で、特にその血を濃く受け継いでいるらしい。帝都学園在学。
赤ん坊の時に捨てられて、その時一緒に星の刀が置かれていたらしい。
りくと同じクラスで、よくりくに付きまとわれているのでりくを避けている。
所持している星は星狼丸。封印してあるので近くに星がないと鞘が抜けない。そして抜かれた時は必ずその星を吸収し、その後は自動的に鞘が戻る。
君島 九門（きみじま くもん）
一郎を拾って育ててきた人物。帝都学園で教師をしている。右目に傷跡がある。
所持している星は三日月形の鍔の刀。
蝙蝠のような生き物を操る謎の人物。
村田 四郎（むらた しろう）
九狼の子孫の一人。帝都学園在学。剣道少年。
所持している星は鍔のない刀。
加々美 五子（かがみ いつこ）
九狼の子孫の一人。OL。男にもてるらしく、プレゼントされた高価なスポーツカーに乗っている。実はレズで、りくが好き。
所持している星は八角形の鍔の刀。
小宮山 三（こみやま あつむ）
九狼の子孫の一人。RAIDという人気バンドのボーカル。金の長髪の男。ちゃらちゃらしている。
所持している星は花形の鍔の刀。
坂本 八ノ介（さかもと やのすけ）
九狼の子孫の一人。RAIDのギタリスト。基本的に無口。
所持している星は四角形の鍔の刀。
都築 二郎（つづき じろう）
九狼の子孫の一人で、四郎の従兄弟。りくと同じく入試オール満点で入学した。帝都学園在学。物事を深く考える性格。
所持している星は三角形の鍔の刀。
園城寺 七美（えんじょうじ ななみ）
九狼の子孫の一人。小学5年生にして円城寺家の当主。意地悪な性格。
所持している星は普通な見た目の円形の鍔の刀。

### 戦国時代
九狼（くろう）
星姫の屋敷で下働きをしている16歳の少年。闇で金色に光る目を持ち、満月の夜は狼に変身する「"狼の一族"」の血を引く。村と少し離れた所に祖父と住んでいる。どんな願い事でも叶う流れ星を発見したが、それが悪用されたために星を9つに分割し、刀にした。村の人々に秘密がばれて星姫と逃亡。しかし星姫は殺され、星の刀を子孫達に継がせた。
星姫（ほしひめ）
星降る里と呼ばれる村に住む16歳の娘。身分の高い家柄らしい。九狼のことが好き。九門の手下の男に斬られて絶命した。
九門（くもん）
九狼の持つ星を狙う男。九狼と同じく「"狼の一族"」の血を引く。人間達を星の力で狩ろうとした。

## 星の特徴
- 美しい光を放つ。
- 善悪に関係なく、どんな願い事でも叶う（刀に分割される前の状態）。
- 鋼と性質が似ている。
- 星が宇宙をめぐっていた時地球に近づいたのと丁度同じ400年に一度エネルギーが頂点に達し、分割された星達が集まりだす。
- 近くに別の星があると呼応して光る。
- 星狼丸が抜かれるたびに近くの他の星は星狼丸に吸収される。そして9つ全てが揃った時、どんな願いでも叶えることができる。
- 星狼丸は近くに別の星があり、かつ九狼の直系の子孫の中で選ばれた者（一狼）が抜こうとしない限り、抜くことはできない。
- 星の刀は化け物を斬ることができる。星狼丸の場合は多数いる化け物でも一瞬にして全てを消し去ることが可能となる。